# Nido de víboras
Nido de víboras (The Snake Pit) es una película norteamericana de 1948 dirigida por Anatole Litvak y protagonizada por Olivia de Havilland, Mark Stevens, Leo Genn, Celeste Holm, Beulah Bondi y Lee Patrick. Está basada en la novela homónima, parcialmente autobiográfica, de la escritora Mary Jane Ward. La película cuenta la historia de una mujer que se encuentra en una institución psiquiátrica sin poder recordar como ha llegado hasta allí.

## Sinopsis
Un sentimiento de culpa con raíces muy profundas hace enloquecer hasta tal punto a una escritora recién casada, que tiene que ser internada en un centro psiquiátrico; pero el tratamiento al que es sometida contribuirá a agravar más su estado.

## Reparto
| Actor/Actriz        | Personaje                              |
| ------------------- | -------------------------------------- |
| Olivia de Havilland | Virginia Stuart Cunningham             |
| Mark Stevens        | Robert Cunningham                      |
| Leo Genn            | Dr. Mark H. Van Kensdelaerik/"Dr. Kik" |
| Celeste Holm        | Grace                                  |
| Glenn Langan        | Dr. Terry                              |
| Helen Craig         | Enfermera Davis                        |
| Leif Erickson       | Gordon                                 |
| Beulah Bondi        | Mrs. Greer                             |
| Lee Patrick         | un paciente                            |
| Howard Freeman      | Dr. Curtis                             |
| Natalie Schafer     | Mrs. Stuart                            |
| Ruth Donnelly       | Ruth                                   |
| Katherine Locke     | Margaret                               |
| Celia Lovsky        | Gertrude                               |
| Frank Conroy        | Dr. Jonathan Gifford                   |
| Minna Gombell       | Miss Hart                              |
| Betsy Blair         | Hester                                 |

## Premios
La película ganó el Óscar de la Academia al mejor sonido por el trabajo del ingeniero de sonido Thomas T. Moulton y fue nominada al Óscar a la mejor película, a la mejor actriz por la interpretación de Olivia de Havilland, al mejor director, a la mejor banda sonora y al mejor guion adaptado.
Olivia de Havilland también obtuvo por esta película el premio a la mejor interpretación del Festival de Cine de Venecia de 1949 y el premio de mejor actriz del Círculo de Críticos de Nueva York de 1948.